# حمض ثنائي الثيونيك
حمض ثنائي الثيونيك هو حمض أكسجيني مضاعف لعنصر الكبريت صيغته H2S2O6، ويعرف فقط على شكل محلول ولا يمكن عزله؛ وتعرف أملاحه باسم ثنائي ثيونات، وهي مركبات مستقرة.

## التحضير
يحضر حمض ثنائي الثيونيك انطلاقاً من أكسدة محاليل مائية مبرَّدة من ثنائي أكسيد الكبريت باستخدام ثنائي أكسيد المنغنيز:
{\displaystyle {\ce {2MnO2 + 3SO2 -> MnS2O6 + MnSO4}}}
يمكن بإجراء تفاعل تبادل الحصول على ملح الباريوم الموافق:
{\displaystyle {\ce {Ba^2+(aq) + MnS2O6(aq) + MnSO4(aq) -> BaSO4(s) + BaS2O6(aq) + 2Mn^2+(aq)}}}
بإضافة حمض الكبريتيك المركز يستحصل على حمض ثنائي الثيونيك بتفاعل إزاحة:
{\displaystyle {\ce {BaS2O6(aq) + H2SO4(aq) -> H2S2O6(aq) + BaSO4(s){↓}}}}

## الأملاح
تعد أملاح ثنائي الثيونات من المركبات المعروفة، وهي جميعها ذات انحلالية جيدة في الماء.
من الأمثلة عليها مركب ثنائي ثيونات الصوديوم.